# Dindyme
Le Dindyme (en latin : Dindymus ; en grec ancien : Δίνδυμον / Díndumon) est une montagne de la mythologie grecque dans l'est de la Phrygie, identifiée avec le Murat Dağı de Gediz (Kütahya) dans la presqu'île de Cyzique.

## Histoire
La montagne est célèbre pour le culte qu'on y rendait à Cybèle et qui lui donne le surnom de Dindymène.
Les auteurs de l'Antiquité ne s'accordent pas sur son emplacement : Strabon, Pline l'Ancien et Properce la place au-dessus de Pessinonte ; Apollonios de Rhodes dans les Argonautiques en presqu'île de Cyzique et Étienne de Byzance et Catulle plus au Sud en Troade vers le Mont Ida